# Paradoxurus jerdoni
Espèce
Statut CITES
Statut de conservation UICN

 LC  : Préoccupation mineure
La civette palmiste de Jerdon (Paradoxurus jerdoni) est un mammifère carnivore de la famille des viverridés. Elle est endémique de l'ouest des Ghats en Inde.

## Liste des sous-espèces
Selon GBIF (18 mai 2025), Il en existe deux sous-espèces :
- Paradoxurus jerdoni subsp. caniscus Pocock, 1933
- Paradoxurus jerdoni subsp. jerdoni :

## Taxonomie
Le nom valide complet (avec auteur) de ce taxon est Paradoxurus jerdoni Blanford, 1885.
Ce taxon porte en français les noms vernaculaires ou normalisés suivants : Civette de Jerdon, Civette palmiste de Jerdon.